# Begonia angularis
Begonia angularis é uma espécie de Begonia.

## Sinônimos
- Begonia compta W.Bull
- Begonia crenulata Schott ex A.DC.
- Begonia hastata Vell.
- Pritzelia zebrina Klotzsch